# آبانا (قسطمونی)
آبانا (قسطمونی) (به ترکی:Abana) یک سکونتگاه مسکونی در ترکیه است که در استان قسطمونی واقع شده‌است.